# Море Дейвіса
Де́йвіса мо́ре (англ. Davis Sea) — частина Південного океану біля берегів Східної Антарктиди, омиває Берег Правди; Площа — 21 тисяча км², глибина до 1369 м; шельфові льодовики;
- острів Дригальського
- станція Мирний (Росія).

Море назване на честь капітана австралійської експедиції судна «Аврора» Дж. К. Дейвіса.

## Клімат
Прилегла до узбережжя Антарктиди акваторія моря лежить в антарктичному кліматичному поясі, відкриті північні частини моря — в субантарктичному. Над південною акваторією моря цілий рік переважає полярна повітряна маса. Сильні катабатичні вітри. Льодовий покрив цілорічний. Низькі температури повітря цілий рік. Атмосферних опадів випадає мало. Літо холодне, зима порівняно м'яка. Над північною відкритою частиною моря взимку дмуть вітри з континенту, що висушують і заморожують усе навкруги; влітку морські прохолодні західні вітри розганяють морську кригу, погіршують погоду.

## Біологія
Акваторія моря належить до морського екорегіону Східна Антарктика — Земля Вілкса південноокеанічної зоогеографічної провінції. У зоогеографічному відношенні донна фауна континентального шельфу й острівних мілин до глибини 200 м належить до антарктичної циркумполярної області антарктичної зони.